# Ralph Drollinger
Ralph Drollinger, né le 20 avril 1954, à La Mesa, en Californie, est un ancien joueur américain de basket-ball. Il évolue durant sa courte carrière de sportif au poste de pivot. Il est aujourd'hui pasteur et a été conseiller de l'ancien Président Trump. Il s'est notamment fait connaître à l'étranger pour ses propos attribuant la pandémie de covid-19 à l'homosexualité.

## Positionnement politico-religieux
Ralph Drollinger est un chrétien évangélique conservateur. Il est connu pour ses positions anti-LGBTQ, anti-droits des femmes, mais aussi anti-immigration. Il est par ailleurs climatosceptique et perçoit dans le catholicisme "l’une des principales fausses religions du monde." 
Très proche de Donald Trump, il dispense régulièrement durant son mandat des cours de théologie à la Maison-Blanche. Nombre de membres du cabinet du Président assistent à ces cours.

## Palmarès
- Champion NCAA 1973, 1975